# Dichoporis
Dichoporis is een geslacht van zakjeszwammen behorend tot de familie Strigulaceae. De typesoort is Dichoporis schizospora.

## Soorten
Volgens Index Fungorum telt het geslacht 20 soorten (peildatum februari 2023):
| Soortnaam                           | Auteur(s)                                              | Publicatiejaar |
| ----------------------------------- | ------------------------------------------------------ | -------------- |
| Dichoporis bermudana                | (Tuck. ex Nyl.) S.H. Jiang, Lücking & Sérus.           | 2020           |
| Dichoporis brevis                   | (Bricaud & Cl. Roux) S.H. Jiang, Lücking & Sérus.      | 2020           |
| Dichoporis connivens                | (R.C. Harris) S.H. Jiang, Lücking & Sérus.             | 2020           |
| Dichoporis dichosporidii            | (Etayo) S.H. Jiang, Lücking & Sérus.                   | 2020           |
| Dichoporis elixii                   | (P.M. McCarthy) S.H. Jiang, Lücking & Sérus.           | 2020           |
| Dichoporis fractans                 | (P.M. McCarthy) S.H. Jiang, Lücking & Sérus.           | 2020           |
| Dichoporis maritima                 | (H. Harada) S.H. Jiang, Lücking & Sérus.               | 2020           |
| Dichoporis minutula                 | (P.M. McCarthy) S.H. Jiang, Lücking & Sérus.           | 2020           |
| Dichoporis natalis                  | (P.M. McCarthy) S.H. Jiang, Lücking & Sérus.           | 2020           |
| Dichoporis nipponica                | (H. Harada) S.H. Jiang, Lücking & Sérus.               | 2020           |
| Dichoporis occulta                  | (P.M. McCarthy & Malcolm) S.H. Jiang, Lücking & Sérus. | 2020           |
| Dichoporis phaea                    | (Ach.) S.H. Jiang, Lücking & Sérus.                    | 2020           |
| Dichoporis schizospora              | (Vain.) Clem.                                          | 1909           |
| Dichoporis subprospersella          | (Vain.) S.H. Jiang, Lücking & Sérus.                   | 2020           |
| Dichoporis subsimplicans            | (Nyl.) S.H. Jiang, Lücking & Sérus.                    | 2020           |
| Dichoporis taylorii (Kalkspikkel)   | (Carroll ex Nyl.) S.H. Jiang, Lücking & Sérus.         | 2020           |
| Dichoporis tenuis                   | (R.C. Harris) S.H. Jiang, Lücking & Sérus.             | 2020           |
| Dichoporis viridiseda               | (Nyl.) S.H. Jiang, Lücking & Sérus.                    | 2020           |
| Dichoporis wilsonii                 | (Riddle) S.H. Jiang, Lücking & Sérus.                  | 2020           |
| Dichoporis ziziphi (Kleine spikkel) | (A. Massal.) S.H. Jiang, Lücking & Sérus.              | 2020           |